# Promenade Anita Garibaldi
La promenade Anita Garibaldi (en italien : Passeggiata Anita Garibaldi), plus connue sous le nom de promenade de Nervi, est un lungomare et une attraction touristique de Gênes dans le quartier balnéaire de Nervi. Elle longe la mer et la côte rocheuse en partant du petit port de Nervi, de l'embouchure du torrent du même nom, jusqu'à l'ancien port de pêche de Capolungo sur une longueur de près de 2 km.

## Histoire

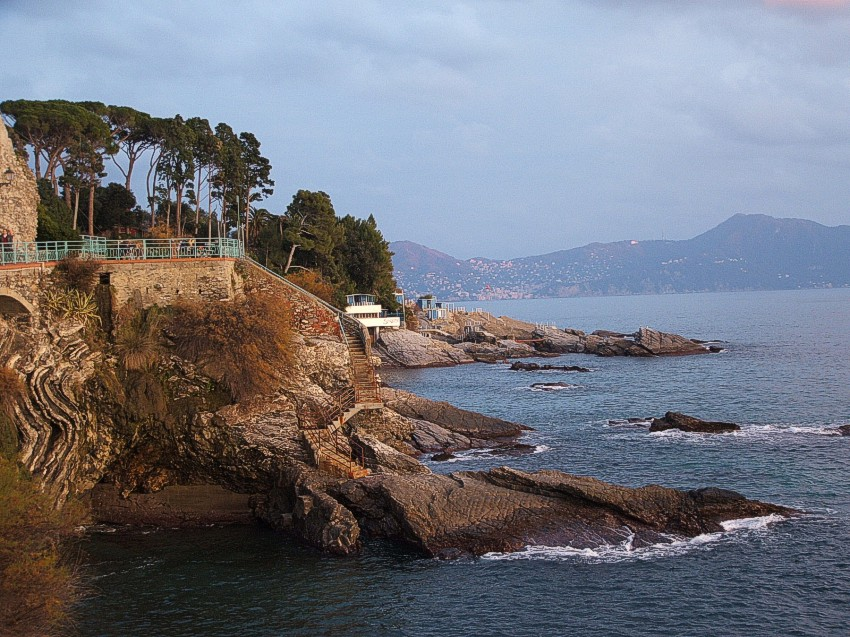
Au fond, les parcs de Nervi au-dessus de la promenade Anita Garibaldi.

La promenade trouve son origine dans un ancien sentier qui, à partir de 1823 environ, était utilisé par les pêcheurs et les agriculteurs de la région pour atteindre les lieux de pêche ou les terres agricoles qui bordaient alors la mer. Étant donné le paysage suggestif de la côte rocheuse et déchiquetée de Nervi et le panorama du promontoire de Portofino, en 1862 le marquis Gaetano Gropallo commença à construire une véritable « promenade maritime » après un long projet qui divisa initialement la promenade en deux sections puisqu'au centre, le terrain d'une partie de la promenade actuelle était encore annexé à la Villa Grimaldi Fassio, aujourd'hui partie des parcs de Nervi. Le premier tronçon reliait le petit port de Nervi à l'ancienne tour de Gropallo tandis que le deuxième tronçon, construit en 1872, reliait via Serra Gropallo à Capolungo.
Jusqu'au 20 avril 1944, la promenade portait le nom de la « Princesse du Piémont », mais pendant la République sociale italienne, le commissaire préfectoral Antonio Canevaro décida de changer le nom en « passeggiata Xª Flottiglia MAS ».
La promenade, propriété de la municipalité de Gênes qui lui a donné le 19 juin 1945 le nom d'Anita Garibaldi, épouse de Giuseppe Garibaldi, est aujourd'hui une destination prisée par les citoyens génois et une attraction pour les touristes. Depuis l'été 1959, la circulation automobile est interdite, la rendant exclusivement piétonne. En été, c'est aussi une destination pour de nombreux baigneurs et pêcheurs, qui peuvent accéder à la mer grâce à des échelles d'accès sur la côte rocheuse, qui forment souvent de véritables piscines naturelles. Le long de la promenade, il y a des bars et des établissements balnéaires.

## Tour Gropallo

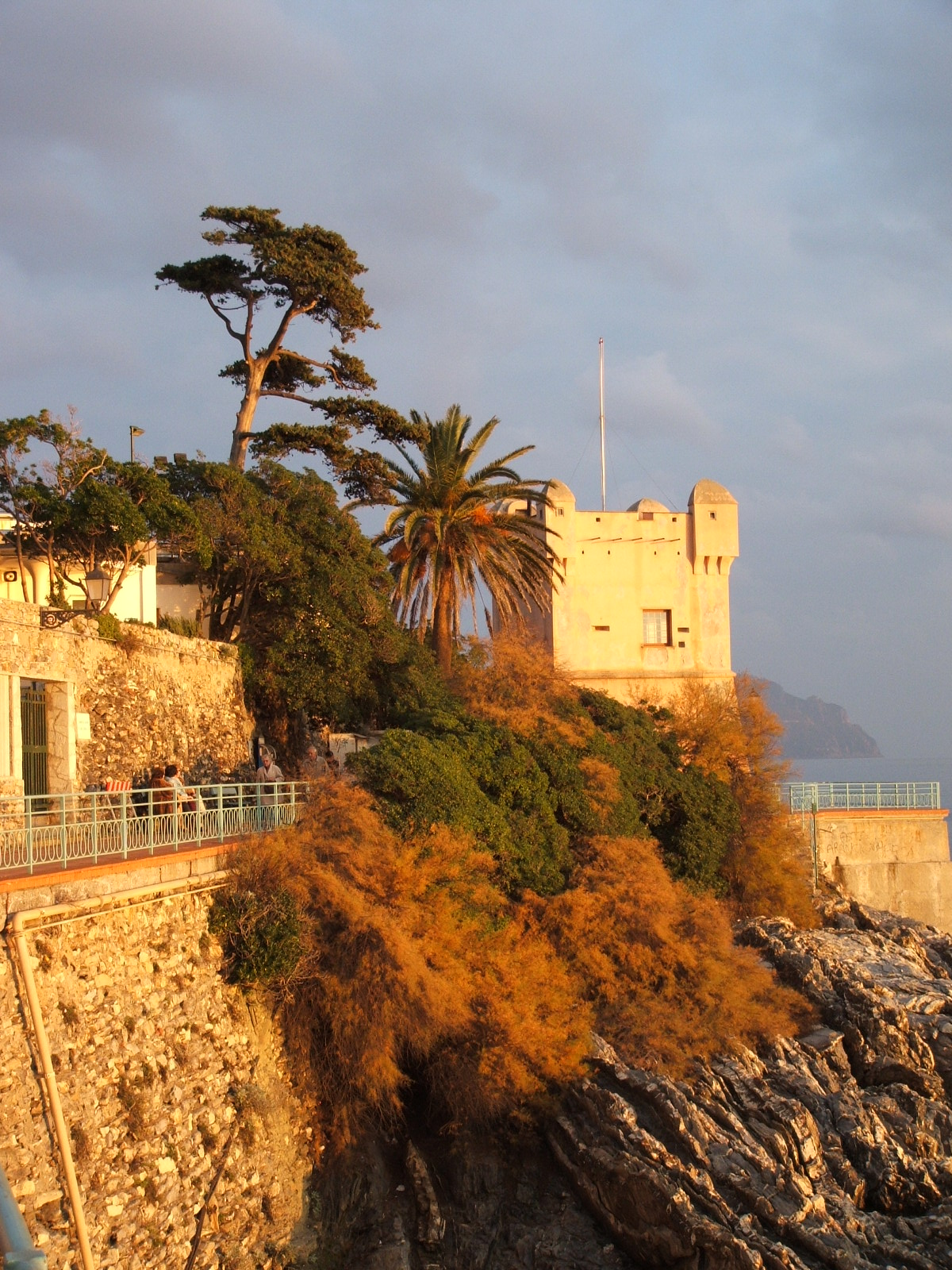
Tour Gropallo.

La tour Gropallo, également connue dans le passé sous le nom de « Tour du foin » en raison du foin humide  brûlé sur la partie supérieure de la tour pour produire de la fumée et signaler les dangers, tire son nom du marquis Gaetano Gropallo, créateur de la promenade, qui l'a achetée au milieu du XIXe siècle.
La construction de la tour remonte au milieu du XVIe siècle et faisait partie du système défensif construit en raison des attaques des corsaires de Dragut, mais au fil des siècles, elle a été modifiée et restaurée plusieurs fois.
En 1936, la tour fut achetée par la municipalité de Gênes, et accueillit ensuite le siège de la Ligue navale italienne et de la section Nervi de l'Association nationale alpine puis, depuis 2021, le siège d'une association bénévole qui s'occupe de l'entretien de la promenade et des espaces verts publics.

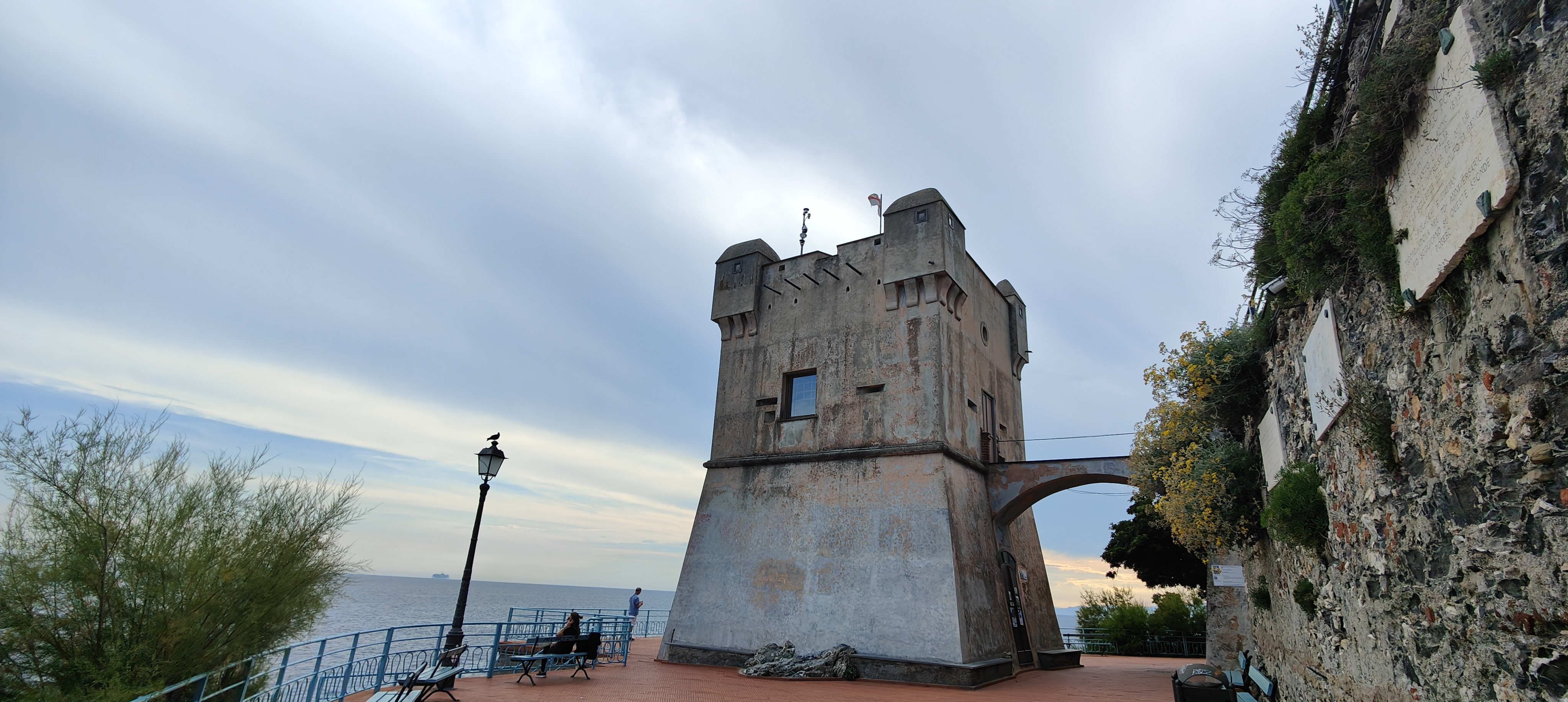
La Tour vue de l'est avec les plaques dédiées, dans l'ordre, à Maria Konopnicka, Józef Piłsudski et Jules Michelet.

## Cinéma
La promenade apparaît dans les films Jours et Nuages de Silvio Soldini, Comme si c'était de l'amour de Roberto Burchielli, Gênes - Un été italien de Michael Winterbottom et Colombe rouge de Nanni Moretti.